# Vetigastròpodes
Els vetigastròpodes (Vetigastropoda) són una subclasse de mol·luscs gastròpodes. És un dels clades més antics i primitius de gastròpodes.
Els vetigastròpodes estan àmpliament distribuïts per tots els oceans del món, des de la zona intermareal fins a l'oceà profund. Moltes conquilles tenen fenedures o altres obertures secundàries. Una de les principals característiques és la presència d'una estructura aplanada encreuada. La majoria tenen una mica d'asimetria bilateral en els seus òrgans.

## Taxonomia
La subclasse Vetigastropoda inclou 4.046 espècies en quatre ordres:
- Ordre Lepetellida
- Ordre Pleurotomariida
- Ordre Seguenziida
- Ordre Trochida